# کئی ماریمورا
کئی ماریمورا (انگلیسی: Kei Marimura؛ زاده ۲۹ اوت ۱۹۵۷) یک بازیگر پورنوگرافی اهل ژاپن است.